# Kolonia-Tangassogo
Kolonia-Tangassogo est une commune rurale située dans le département de Tiébélé de la province du Nahouri dans la région du Centre-Sud au Burkina Faso.

## Santé et éducation
Kolonia-Tangassogo accueille un centre de santé et de promotion sociale (CSPS), tandis que le centre médical (CMA) le plus proche du village se trouve à Pô. L'agglomération des Tangassogo possède une école primaire.